# داخل هافيلي
داخل هافيلي هي رواية باللغة الإنجليزية الفتها الكاتبة راما ميهتا. حظيت ميهتا بمنحها جائزة ساهيتا أكاديمي عام 1979 لكتابتها هذه الرواية. تتمحور قصة الرواية حول فتاة صغيرة من مدينة مومباي في الهند. حيث تتزوج الفتاة من ابن أمير هندي سابق ثم  تنتقل إلى أودايبور، راجستان بعد زواجهما.  قامت أنيلا دلال بترجمة الرواية إلى اللغة الكجراتية بدور هافيليني أندار عام (2003).
أصبحت هذه الرواية أيضا ضمن منهج دراسي  لفئة RBSE 12 في الأدب الإنجليزي ككتاب ثانٍ.